# Bertula dentilineata
Bertula dentilineata là một loài bướm đêm trong họ Erebidae.